# Danuta Letowt
Danuta Maria Letowt ps  „Danusia”, „Wiesia” (ur. 6 czerwca 1924 (1926?) w Grodnie, zm. 27 sierpnia 1944 w Warszawie) – łączniczka i sanitariuszka kompanii batalionu „Parasol” Zgrupowania AK „Radosław”, pośmiertnie odznaczona Orderem Virtuti Militari.

## Życiorys
Danuta Maria Letowt urodziła się 6 czerwca 1924 (1926?) w Grodnie w rodzinie lekarza wojskowego Witolda Letowt oraz jego żony Marii. Była w konspiracji w Narodowej Organizacji Wojskowej jako kurierka i kolporterka prasy.  Od stycznia 1944 jako „Danusia", „Wiesia" była członkinią w Armii Krajowej. Podczas powstania warszawskiego była łączniczką w drużynie w baonie „Gustaw” NOW-AK, którą dowodził jej brat Stanisław, a następnie od 3 sierpnia w III plutonie 1 kompanii Batalionu „Parasol” Zgrupowania „Radosław”. Później jako sanitariuszka przeszła do IV plutonu 1 kompanii tegoż batalionu, którym dowodził plut. pchor. Janusz Brochwicz-Lewiński| „Gryf”. Brała udział m.in. w walkach o utrzymanie tzw. Pałacyku Michla znajdującym się na Woli. Następnie przeszła na Stare miasto, gdzie w dniu 27 sierpnia 27 żołnierzy Batalionu „Parasol” zginęło pod gruzami Pałacu Krasińskich  na Starym Mieście. Wśród zasypanych była „Danusia”. 
Jej prochy spoczywają na Cmentarzu Wojskowym na Powązkach w kwaterze A-24.

## Odznaczenia
- Krzyż Srebrny Orderu Virtuti Militari – pośmiertnie Rozkazem Dowódcy AK z 1 października 1944[3][4]
- Krzyż Walecznych